# Saga o potworze z bagien

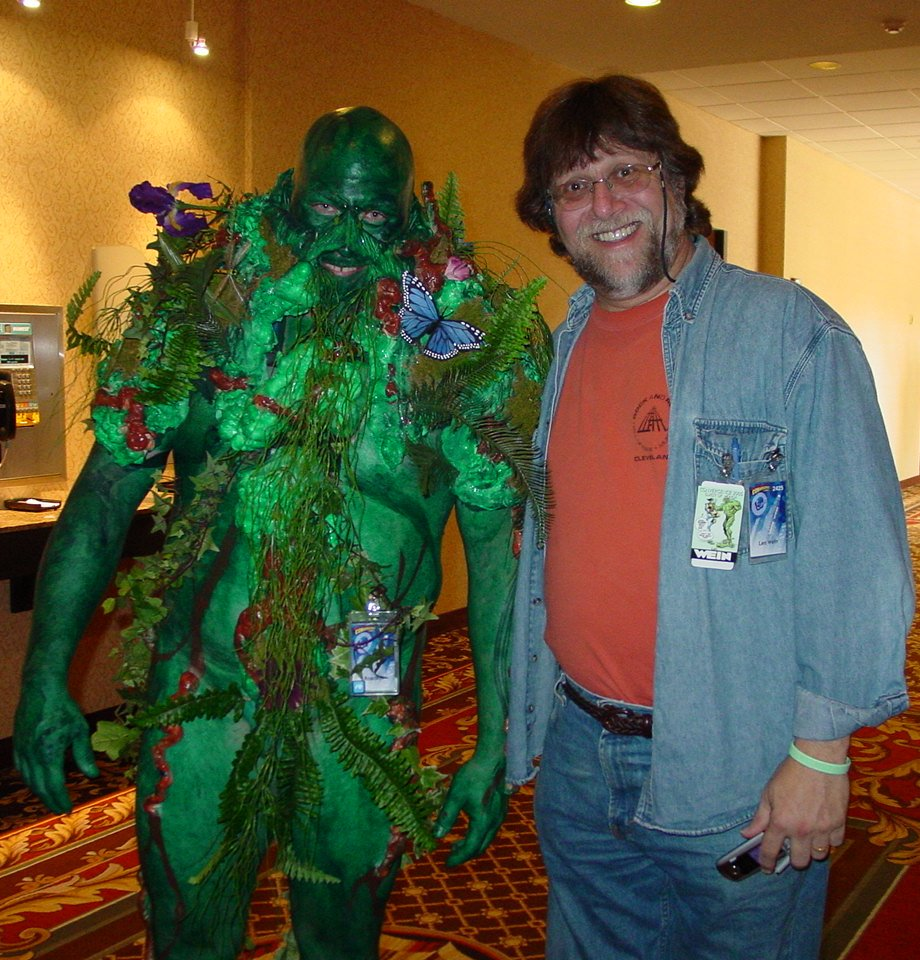
Fan serii przebrany za potwora z bagien z twórcą komiksu Len Wein -CONvergence 2005

Saga o potworze z bagien (ang. Swamp Thing) – amerykańska seria komiksowa z pogranicza horroru i fantasy, stworzona przez Lena Weina i Berniego Wrightsona dla wydawnictwa DC Comics w 1972 roku. Opowiada o człekopodobnym stworze obrośniętym roślinami, który walczy z nadprzyrodzonymi siłami w obronie swojego bagiennego środowiska i ludzkości. Jego zdolności obejmują telepatię, regenerację ciała i panowanie nad roślinnością. Seria kontynuowana była przez rozmaitych scenarzystów i rysowników. Największy wpływ na jej przeobrażenia miał Alan Moore, który pogłębił psychologizację postaci potwora z bagien, każąc mu zadawać pytania dotyczące jego natury, pochodzenia i ludzkich elementów jego osobowości. 
Dotychczas powstało ponad 220 zeszytów sagi, składających się na pięć serii wydawanych w latach: 1972–1976, 1982–1999, 2000–2001, 2004–2006, 2011–2014 oraz mini serii w 2016.  
Komiks został zaadaptowany na potrzeby serialu telewizyjnego i gry komputerowej. 

## Historia publikacji
W grudniu 1970 roku scenarzysta komiksowy Len Wein pracujący jako freelancer, w drodze metrem do biura DC Comics w Nowym Jorku, wpadł na pomysł historii miłosnej z udziałem bagiennego stwora. Wein przedstawił jednostronicowy szkic fabuły Joemu Orlando, ówczesnemu redaktorowi serii House of Mystery i House of Secret. Tak się złożyło, że Orlando również myślał o stworzeniu historii podobnego do opowiadania Theodore’a Sturgeona It (1940), również o potworze z bagien, i entuzjastycznie zaaprobował pomysł Weina i po paru sugestiach dał mu zgodę na napisanie scenariusza. Jak wspominał Len Wein w 2008 roku:

Gdy mówiłem projekcie, używałem określenia: „ten potwór z bagien, o którym piszę” i gdy nadeszła pora na szukanie tytułu, tak już po prostu zostało. Stanęło na Potworze z bagien (ang. Swamp Thing).

Hasło „Swamp Thing” po raz pierwszy pojawiło się w notatniku 7 grudnia 1970 roku jako „data sprzedaży” i 1 kwietnia 1971 roku „data publikacji”. Pierwotnie historia miała trafić do House of Mystery. Tydzień później Wein uczestniczył w przedbożonarodzeniowej imprezie w domu Marva Wolfmana. Na niej był również Bernie Wrightson będący przygnębiony po rozstaniu z dziewczyną. Wein widząc jego nastrój zaproponował zilustrowanie historii o potworze z bagien jako ujarzmienie osobistych demonów. Wrightson zgodził się niezwłocznie.
Krótka ośmiostronicowa historia Potwór z bagien ukazała się w 92. numerze House of Secret w lipcu 1971 roku i opowiadała o żyjącym na początku XX wieku naukowcu Alexie Olsenie, który padł ofiarą swojego asystenta i najlepszego przyjaciela Damiana Ridge’a, który z zazdrości o jego żonę Lindę zaaranżował eksplozję chemikaliów. Damian porzucił Alexa na pobliskich bagnach, sądząc, że ten nie żyje. Z czasem Linda zakochała się w Damianie i wzięli ślub. Oboje nie wiedzieli, że Olsen nie umarł i jego ciało, nasiąknięte chemikaliami, zareagowało z roślinnością pobliskich bagien, przekształcając go w człapiącego, pokrytego mułem potwora. W akcie zemsty zabił Damiana, ale Linda nie rozpoznała w nim pierwszego męża, a ten pełen żalu wybrał samotność w bagnach.
Zeszyt okazał się najlepiej sprzedającym się tytułem DC Comis w tamtym miesiącu i Carmine Infantino, wydawca DC, namawiał Weina i Wrightsona do kontynuacji losów Olsena i przekształcenia Potwora z bagien w regularną serię. Twórcy konsekwentnie odmawiali uważając, że miała dla nich emocjonalny wydźwięk i nie chcieli rujnować dobrego wrażenia i umniejszać poprzez jej komercjalizację. Rok później Wein uświadomił sobie, że lepiej będzie stworzyć nowego potwora z bagien dla serii. Wrightson z początku był sceptyczny, ale udzielił mu się entuzjazm Weina. Joe Orlando, a następnie jego przełożeni przychylili się do pomysłu na serię i dali zielone światło. Redakcja nalegała Wrightsona, by postać nie epatowała golizną, mówiąc że nie mogą mieć nagiego superbohatera. Wrightson rozwiązał problem umieszczając powierzchnie czarnego tuszu w strategicznych miejscach.
W sierpniu 1972 pojawił się pierwszy numer Swamp Thing, który okazał się sukcesem. Wrightson przestał ilustrować komiks po dziesięciu numerach, a Wein po trzech następnych (rysowanych przez filipińskiego rysownika Nestora Redondo), gdyż jak sam przyznałm „że bez Berniego nie ma takiej frajdy”. Scenarzystami byli najpierw David Michelinie, a potem Gerry Conway, ale w obliczu malejacych przychodów po kilkunastu numerach tytuł wycofano ze sprzedaży.
W 1982 roku Wein będący wówczas starszym redaktorem DC Comis, zasugerował Jenette Kahn, wydawczyni DC Comics, o wznowienie serii w związku z szykowaną premierą filmowej ekranizacji w reżyserii Wesa Cravena. Wein nie miał ochoty pisać scenariuszy i odezwał się do swego przyjaciela, scenarzysty Martina Pasko. Na rysownika wybrał Toma Yeatesa. Nie licząc dwuzeszytowego udziału scenarzysty Dana Mishkina, Pasko i Yeates odpowiadali za 19 numerów, po których Pasko zdecydował odejść. Wein nie będąc w stanie znaleźć odpowiedniego zastępstwa, zwrócił na angielskiego scenarzystę komiksowego Alana Moore’a piszącego w brytyjskich magazynach komiksowych 2000 AD i Warrior:

Zadzwoniłem do niego i się przedstawiłem. Alan natychmiast się rozłączył. Zadzwoniłem jeszcze raz i przez kilka rozpaczliwych minut przekonywałem go, że naprawdę jestem tym, za kogo się podaję, a nie jednym z jego kumpli, który postanowił zrobić mu okrutny kawał. Kiedy w końcu przyjął do wiadomości moją tożsamość, zaproponowałem mu Potwora z Bagien. Powiedział, że się zastanowi i do mnie odezwie.

Kilka dni później Moore przyjął ofertę, przedstawiając Weinowi swój pomysł na serię. Rysownikami zostali Septhen Bissette i John Totleben, asystenci Yeatesa, który nie był już w stanie rysować serii w comiesięcznych trybie. Seria zyskała sukces i uczyniła Moore’a pierwszoligowym scenarzystą komiksowym. W efekcie DC Comics zdecydowało się na zatrudnienie brytyjskich pisarzy, takich jak Grant Morrison, Jamie Delano, Peter Milligan i Neil Gaiman, którzy pisali komiksy w podobnym stylu, często obejmujące radykalne przeróbki mało znanych postac. Tytuły te położyły podwaliny pod imprint Vertigo. Po Moore’ze pisali Rick Veitch, Doug Wheeler i Nancy A. Collins.

## Tomy zbiorcze wydane w Polsce
W Polsce Saga o potworze z bagien ukazała się nakładem wydawnictwa Egmont Polska w formie tomów zbiorczych zawierających zeszyty napisane przez Alana Moore'a z lat 1984–1987 oraz napisane przez Scotta Snydera z lat 2011–2013.
| Tytuł i rok wydania polskiego                    | Tytuł i rok wydania oryginalnego                   | Zawartość                                                                                   |
| ------------------------------------------------ | -------------------------------------------------- | ------------------------------------------------------------------------------------------- |
| Saga o potworze z bagien (2007)                  | Saga of the Swamp Thing (1998)                     | Zeszyty Swamp Thing (vol. 2) #21–27                                                         |
| Saga o potworze z bagien: Miłość i śmierć (2009) | Saga of the Swamp Thing: Love and Death (1995)     | Zeszyty Saga of the Swamp Thing (vol. 2) #28–34 oraz Annual (vol. 2) #2                     |
| Saga o potworze z bagien tom 1 (2018)            | Saga of the Swamp Thing, Book 1 (2012)             | Zeszyty Saga of the Swamp Thing (vol. 2) #20–34 oraz Annual (vol. 2) #2                     |
| Saga o potworze z bagien tom 1 (2018)            | Saga of the Swamp Thing, Book 2 (2012)             | Zeszyty Saga of the Swamp Thing (vol. 2) #20–34 oraz Annual (vol. 2) #2                     |
| Saga o potworze z bagien tom 2 (2018)            | Saga of the Swamp Thing, Book 3 (2013)             | Zeszyty Swamp Thing (vol. 1) #35–50                                                         |
| Saga o potworze z bagien tom 2 (2018)            | Saga of the Swamp Thing, Book 4 (2013)             | Zeszyty Swamp Thing (vol. 1) #35–50                                                         |
| Saga o potworze z bagien tom 3 (2019)            | Saga of the Swamp Thing, Book 5 (2013)             | Zeszyty Saga of the Swamp Thing (vol. 1) #51–64                                             |
| Saga o potworze z bagien tom 3 (2019)            | Saga of the Swamp Thing, Book 6 (2014)             | Zeszyty Saga of the Swamp Thing (vol. 1) #51–64                                             |
| Potwór z bagien Scotta Snydera (2020)            | Swamp Thing by Scott Snyder: Deluxe Edition (2015) | Zeszyty Swamp Thing (vol. 5) #0–18, Annual (vol. 5) #1 oraz Animal Man (vol. 2) #12         |
| Potwór z Bagien. Zielone piekło (2024)           | Swamp Thing: Green Hell (2023)                     | Zeszyty Swamp Thing:. Green Hell #1–3                                                       |
| Potwór z bagien (2024)                           | Absolute Swamp Thing by Len Wein Bernie Wrightson  | Pojedyncza historia z House of Secrets (vol. 1) #92 oraz zeszyty Swamp Thing (vol. 1) #1–13 |

## W innych mediach

### Telewizja
- W latach 1990–1993 na stacji USA Network emitowany był serial Potwór z bagien. W główną rolę wcielił się aktor Dick Durock.

- W 1991 na stacji Fox Kids pojawił się serial animowany Błotniak. Tytułowej postaci głosu użyczył Len Carlson.
- Postać Swamp Thinga pojawiła się w roli cameo w jednym z odcinków serialu animowanego Liga Sprawiedliwych.
- W serialu animowanym Justice League Action głosu tej postaci udzielił Mark Hamill[10][11].

- W 2019 na platformie DC Universe swoją premierę miał serial Swamp Thing[12][13]. Serial został skasowany po pierwszym sezonie[14].

### Film
- Pierwszą kinową adaptacją postaci był film Potwór z bagien (1982) w reżyserii Wesa Cravena. W 1989 powstał jego sequel Powrót potwora z bagien w reżyserii Jima Wynorskiego.
- W filmie animowanym Liga Sprawiedliwości: Mrok (2017) postaci Swamp Thinga głosu użyczył Roger Cross[15][16].
- W animacji Batman i Harley Quinn (2017) Swamp Thingowi głosu użyczył John DiMaggio[17].
- W filmie Młodzi Tytani: Akcja! Film (2018) również pojawiła się postać Swamp Thinga.